# Victoriapithecidae
Victoriapithecidae – rodzina wymarłych afrykańskich małp makakokształtnych, siostrzany takson koczkodanowateych (Cercopithecidae). Pierwsze szczątki, opisane w 1918 pod nazwą Prohylobates tandyi, odkryto na stanowisku Wadi Moghara w Egipcie. Morfologia czaszki Victoriapithecidae wykazuje cechy pośrednie pomiędzy ostatnim wspólnym przodkiem małp człekokształtnych (Hominoidea) i małp Starego Świata (Cercopithecoidea), a małpami Nowego Świata (Platyrrhini). Żyły od 19–12,5 mln lat temu. Prowadziły naziemny tryb życia. Prawdopodobnie były owocożerne. Szacuje się, że osiągały masę ciała od 3 do 5 kg.

## Systematyka
- †Victoriapithecus
  - †Victoriapithecus macinnesi
- †Prohylobates
  - †Prohylobates tandyi
  - †Prohylobates simonsi